# ديانا ريج
ديانا ريج (بالإنجليزية: Diana Rigg)‏ هي ممثلة بريطانية، ولدت في 20 يوليو 1938 بدونكاستر في المملكة المتحدة. بدأت مشوارها المهني سنة 1957، ومن الجوائز التي نالتها جائزة توني لأفضل ممثلة مسرحية ‏ سنة 1994.

## أعمال

### أفلام
- (1969) في الخدمة السرية لجلالتها
- (1971) المشفى
- (1977) ليلة موسيقية قصيرة
- (1982) شر تحت أشعة الشمس
- (2006) الستار المطلي
- (2017) بريث

### مسلسلات
- صراع العروش

## جوائز وترشيحات
جوائز
- رتبة الإمبراطورية البريطانية
- جائزة توني لأفضل ممثلة مسرحية [الإنجليزية]‏ (1994)

ترشيحات
- جائزة توني لأفضل ممثلة مسرحية [الإنجليزية]‏ (1971)
- جائزة توني لأفضل ممثلة مسرحية [الإنجليزية]‏ (1975)

## وصلات خارجية
- ديانا ريج على موقع IMDb (الإنجليزية)
- ديانا ريج على موقع الموسوعة البريطانية (الإنجليزية)
- ديانا ريج على موقع روتن توميتوز (الإنجليزية)
- ديانا ريج على موقع مونزينجر (الألمانية)
- ديانا ريج على موقع ألو سيني (الفرنسية)
- ديانا ريج على موقع ميوزك برينز (الإنجليزية)
- ديانا ريج على موقع تيرنر كلاسيك موفيز (الإنجليزية)
- ديانا ريج على موقع أول موفي (الإنجليزية)
- ديانا ريج على موقع قاعدة بيانات برودواي على الإنترنت (الإنجليزية)
- ديانا ريج على موقع قاعدة بيانات الأفلام السويدية (السويدية)